# Luigi Vanzi
Luigi Vanzi (weitere Namen: Roy Ferguson, Vance Lewis, Gigi Vanzi, geb. 8. Juni 1924; gest. 22. Januar 1992) war ein italienischer Filmregisseur. Er ist besonders für seine Italo-Western mit dem Schauspieler Tony Anthony bekannt. Weiterhin war er als Assistant Director bei Filmen wie Der Schrei (Il grido) und Die Freundinnen (Le amiche) von Michelangelo Antonioni tätig.

## Italo-Western
Seinen Durchbruch schafft Luigi Vanzi mit seinem Low-Budget-Italowestern Ein Dollar zwischen den Zähnen mit Tony Anthony und Frank Wolff, der von der Machart an die Sergio-Leone-Filme Für eine Handvoll Dollar und Für ein paar Dollar mehr erinnert. Nach dem Erfolg seines ersten Italo-Westerns verfilmt er im selben Jahr einen weiteren Western Western Jack mit Tony Anthony. Als Abschluss seiner inoffiziellen Western-Trilogie filmte er den Samurai-Italowestern-Mix Der Schrecken von Kung Fu ebenfalls mit Tony Anthony in der Hauptrolle.

## Filmografie
Regie
- 1959: Die Welt bei Nacht (Il mondo di notte)
- 1961: Carmen
- 1964: Seven from Thebes (Sette a Tebe)
- 1966: So This Is God's Country? (America paese di Dio)
- 1967: Ein Dollar zwischen den Zähnen (Un dollaro tra i denti)
- 1967: Western Jack (Un uomo, un cavallo, una pistola)
- 1968: Der Schrecken von Kung Fu (Lo straniero di silenzio)
- 1970: East Connection (Il segreto dei soldati di argilla)
- 1972: 1931 – Es geschah in Amerika (Piazza pulita)

Regieassistenz
- 1953: Liebe in der Stadt (L'amore in città) Segment: Gli italiani si voltano – Regie: Alberto Lattuada
- 1954: Husarenstreiche (L'allegro squadrone) – Regie: Paolo Moffa
- 1954: Le ragazze di San Frediano – Regie: Valerio Zurlini
- 1955: Die Freundinnen (Le amiche) – Regie: Michelangelo Antonioni
- 1956: Neros tolle Nächte (Mio figlio Nerone) – Regie: Steno
- 1957: Der Schrei (Il grido) – Regie: Michelangelo Antonioni
- 1958: Non sono più Guaglione – Regie: Domenico Paolella
- 1959: Destinazione San Remo – Regie: Domenico Paolella
- 1959: Europa di notte – Regie: Alessandro Blasetti